# Hewlett-Packard 9100A

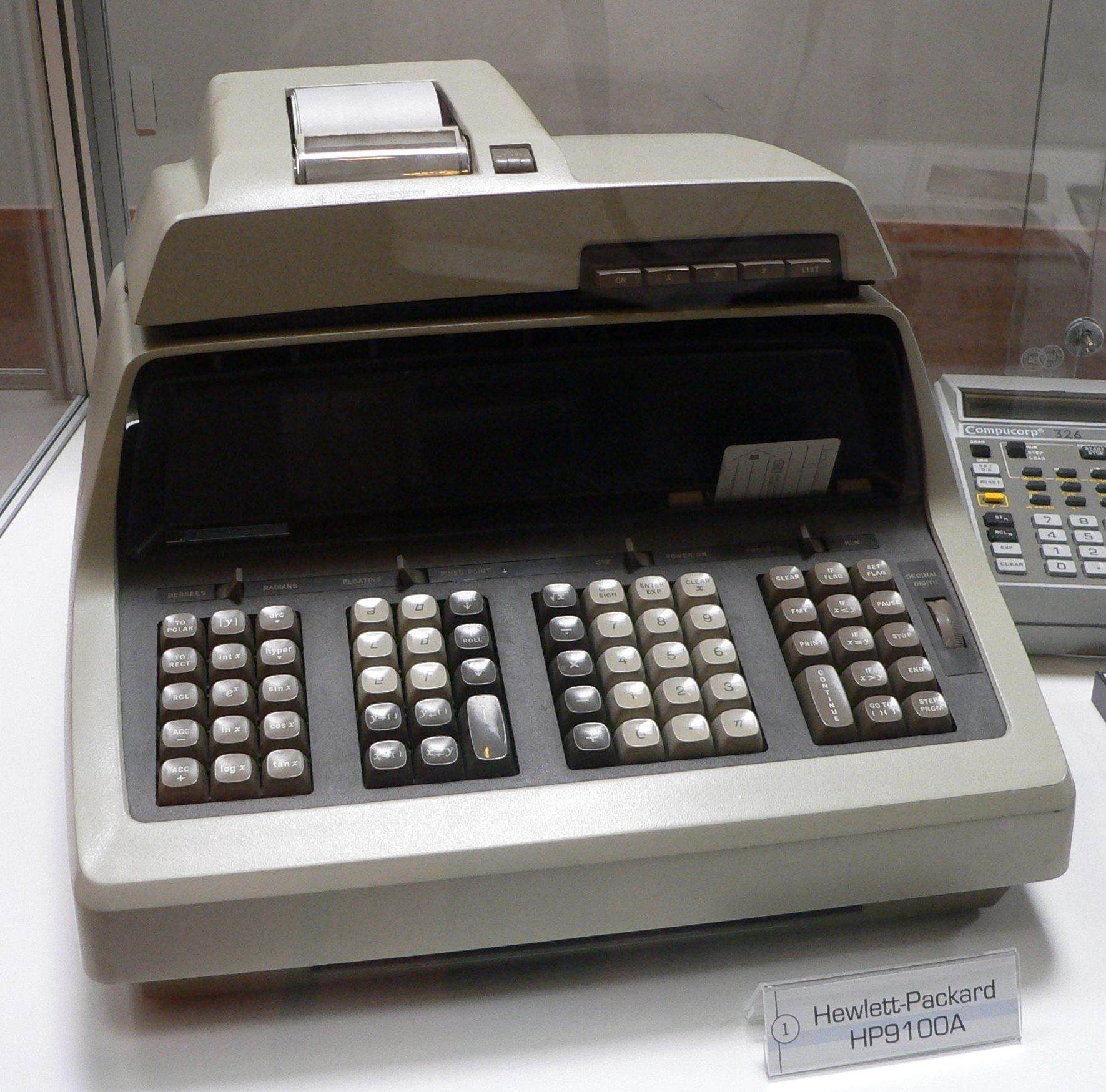
“全新HP 9100A個人電腦”是“已經作好準備，要將您自等待大型電腦上釋放出來。”

Hewlett-Packard 9100A 是1968年推出的早期電腦／計算機。惠普公司在廣告時，已將此一產品視為個人電腦，或可視為個人電腦最早濫觴。但因威廉·休利特指出「如果我們將其稱為電腦，我們的客戶將會拒絕它，因為它長的不像一台IBM。」故惠普仍將其品名定為桌上型計算機。配合CRT螢幕、磁帶匣、印表機，整體售價約為$5000美元。